# Сіверсько-Донецький провулок
Сі́версько-Доне́цький прову́лок — провулок у Солом'янському районі Києва, місцевість Монтажник. Пролягає від вулиці Миколи Миклухи-Маклая (двічі, утворюючи півкільце).

## Історія
Виник у 1-й половині XX століття (не раніше 1949 року) під назвою Нова вулиця. 1955 року отримав назву провулок Дежнєва, на честь російського мореплавця Семена Дежньова.
Сучасна назва на честь річки Сіверський Донець — з 25 серпня 2022 року.